# Pedro II de Portugal
D. Pedro II (Lisboa, 26 de abril de 1648 – Alcântara, 9 de dezembro de 1706), cognominado "o Pacífico", foi o Rei de Portugal e Algarves de 1683 até à sua morte em 1706, tendo anteriormente servido a nação, como regente do irmão, o rei Afonso VI, já a partir de 1668 até à ascensão ao trono.
Era o quinto e último filho do rei João IV e da esposa, a rainha D.ª Luísa de Gusmão.

## Dados biográficos iniciais

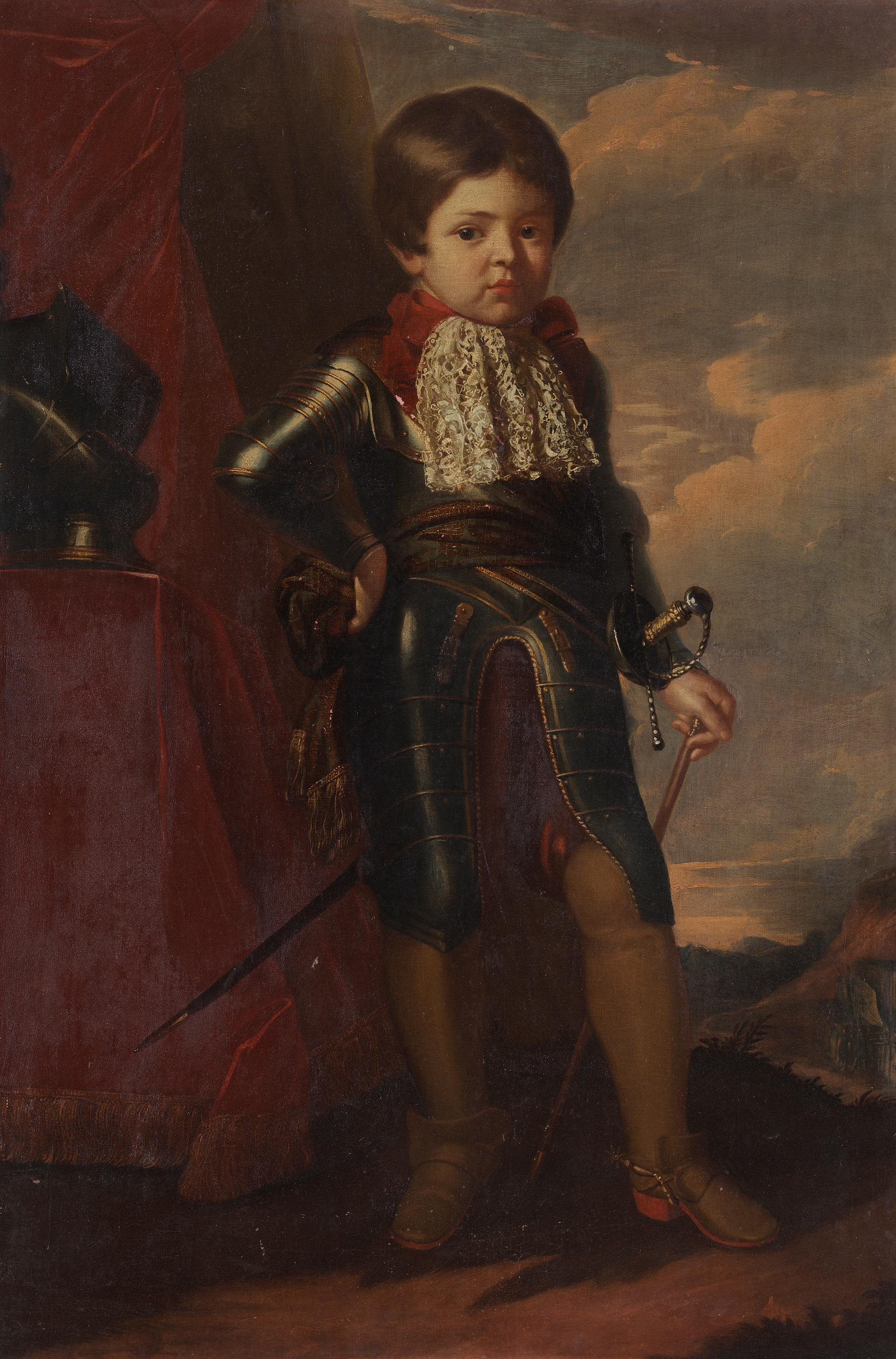
Retrato do infante D. Pedro ainda criança, atribuído a Nicolas Mignard.

Quinto filho do rei D. João IV de Portugal e de Luísa de Gusmão, foi Senhor da Casa do Infantado. Cognominado de O Pacífico, porque em sua regência que se fez a paz com a Espanha através do Tratado de Lisboa (1668).
Regente de 1667 a 1683, chegou ao poder por golpe de Estado no qual em 27 de janeiro de 1668 depôs o irmão rei Afonso VI de Portugal. Foi rei por morte deste em 12 de setembro de 1683. Governou, portanto, de facto de 1667 a 1706. Implacável com o irmão, além de o encarcerar em Sintra, deflagrou processo de anulação do casamento com Maria Francisca Isabel de Saboia, alegando a não consumação, por inaptidão do rei em sua relação com mulheres, obtendo de Roma e dissolução e casando-se com a cunhada.

## Apreciação
Diz Veríssimo Serrão em História de Portugal, volume IV, página 233: 
Um historiador coevo exaltou as suas qualidades físicas, tanto na destreza das armas como no toureio a cavalo, por ter uma agilidade e fortaleza que o predispunham para exercícios de violência. Foi no seu tempo que o palácio de Salvaterra de Magos voltou a ser o local preferido da corte, ali se instalando D. Pedro II nos meses de janeiro e fevereiro, para se dedicar aos desportos da montaria. (…) Senhor de grande memória, o monarca nunca recusava audiência a quem lha pedisse, tanto de dia como de noite, deleitando-se em ouvir os outros e em discutir os assuntos nos mais ínfimos pormenores. Essa qualidade era (…) um dos seus maiores defeitos, porque queria sempre ouvir a opinião dos conselheiros, o que o levava a dilatar a resolução dos problemas. O seu reinado tinha como grande desígnio reconstruir o País abalado pelas lutas da Guerra da Restauração. Desde 1693 que podia dispor da riqueza aurífera do Brasil, que teria dado a essa obra o arranque decisivo de que Portugal carecia. Mas a participação na guerra sucessória da Espanha foi contrária aos interesses nacionais (…).

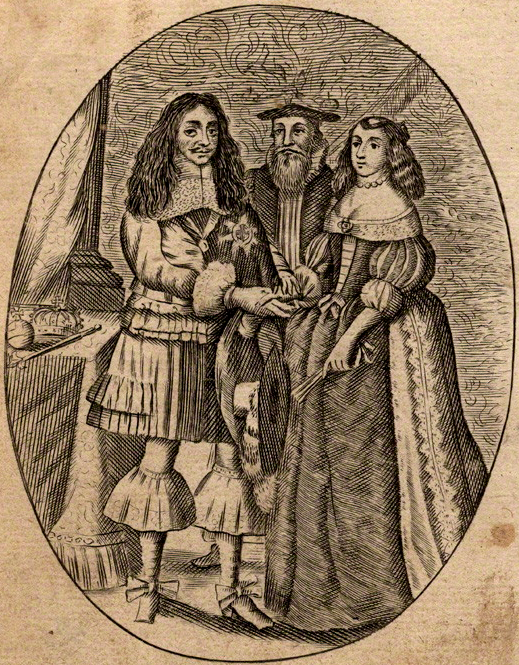
Casamento de Carlos II de Inglaterra e de D. Catarina de Bragança, acto de consolidação da aliança luso-inglesa.

Firmou a aliança inglesa. Consolidou a independência de Portugal, com a assinatura do Tratado de Lisboa em 1668, pondo fim às guerras da Restauração iniciadas em 1640. teve o decisivo apoio da Inglaterra, com base em cláusulas matrimoniais que uniram Carlos II Stuart com a irmã, princesa Catarina de Bragança, em 1661. Portugal cedeu Tânger e Bombaim, comprometeu-se a transferir para os ingleses a maioria das praças recuperadas dos holandeses, repartir ao meio o comércio da canela, instalar famílias inglesas com os mesmos privilégios dos portugueses em Goa, Cochim, Diu, Bahia, Pernambuco, Rio de Janeiro. Em troca a Inglaterra daria suporte militar a Lisboa, protegendo embarcações portuguesas no Mediterrâneo e nas costas de Lisboa e do Porto.
A aliança com os ingleses foi decisiva na consolidação do poder de D. Pedro, que centralizou o poder da monarquia e dissolveu a excessiva força da nobreza depois da morte de D. João IV em 1656.
A sua longa gestão foi de importantes realizações. Em 1671, concedeu liberdade de comércio para os ingleses residentes em Portugal e deu início ao estabelecimento de manufacturas têxteis. Dona Isabel Luísa foi proclamada herdeira do trono nas Cortes de 1674, tendo Pedro promulgado uma carta sobre as regências e tutorias dos reis para melhor fundar o direito da sua filha.
Em 1674, a sua maior preocupação foi melhorar as defesas do Reino, pedindo a contribuição da Junta dos Três Estados para o sustento das guarnições de fronteira, o seu apetrecho e obras indispensáveis em castelos e fortes marítimos. As Cortes não atenderam a totalidade do pedido, mas o grande receio estava na defesa do litoral. Os navios da Índia e do Brasil eram o principal objectivo da cobiça, diz Veríssimo Serrão, História de Portugal, volume V, página 213, de modo que a Coroa viu-se na obrigação de armar uma frota de 11 barcos. (…) A esquadra saiu do Tejo em 21 de julho de 1675, sob o comando de Pedro Jacques de Magalhães. Mas não se viram os resultados de tão custosa empresa». 

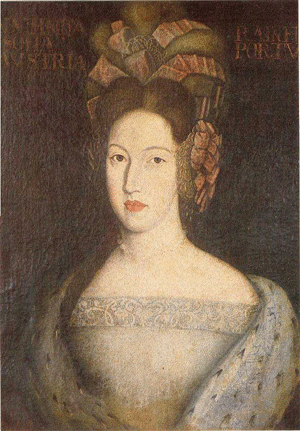
Maria Sofia de Neuburgo (1666-1699).

Obteve autorização papal para a elevação do bispado da Bahia à categoria de arcebispado, e a criação dos bispados em Olinda e no Rio de Janeiro em 1676. Em 1677 foi criado o bispado do Maranhão, subordinado diretamente ao arcebispado de Lisboa. Em 1686, por decreto do Regimento de Missões, foram restringidos os privilégios dos jesuítas nos sertões do Norte. Houve, porém, resistências ao processo de reordenamento da administração colonial: em 1684, a revolta de Beckman, que sublevou os colonos do Maranhão contra o monopólio da Companhia Geral para o Estado do Maranhão, sufocada; da década de 1680 o levante dos tapuias em diversas regiões do Nordeste.

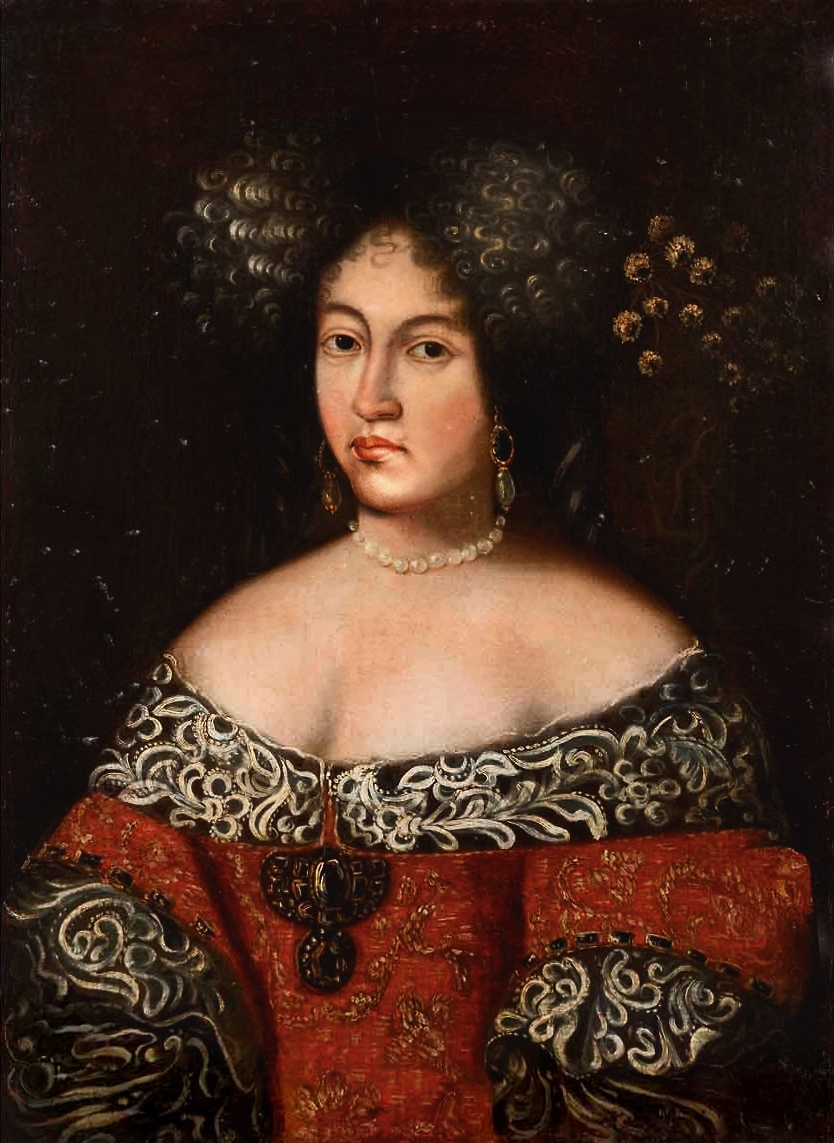
Maria Francisca de Saboia (1646-1683).

Havia um óbice legal ao casamento da sua filha com o primo, o duque de Saboia: a chamada lei das Cortes de Lamego» impedia o casamento de uma herdeira com um príncipe estrangeiro, pretenso documento que em 1640 se tornara lei fundamental do Reino. As Cortes, convocadas em 1 de novembro de 1679, não tiveram dúvidas em proceder à derrogação. Já então viera a Lisboa o embaixador saboiano, o marquês de Ornano, celebrar o casamento por procuração. Mas tudo ficaria sem efeito na medida em que a embaixada do duque de Cadaval, enviada a Turim, em maio de 1682, não alcançou ou não quis concretizar o projeto, por pressões talvez de Luís XIV sobre a dinastia de Saboia. Em 1683, aliás, morreriam Afonso VI de Portugal e a rainha Maria Francisca Isabel. Na corte havia um forte partido «francês, chefiado pelo 1º duque de Cadaval, por Manuel Teles da Silva, 2º conde de Vilar Maior, futuro marquês de Alegrete, e pelo visconde de Ponte de Lima, mas outros pugnavam por uma aliança mais próxima com Espanha. Ao casar-se novamente, D. Pedro II escolheu a irmã da futura rainha espanhola, como ela filha de Filipe Guilherme, eleitor palatino do Reno. A nova rainha Maria Sofia de Neuburgo jamais influiu na vida política, mantendo uma atuação discreta e dando ao marido larga descendência.
A descoberta de ouro no sertão de Caeté, nas Minas Gerais, no final do século XVII, deu início a uma fase de prosperidade económica e a remodelações administrativas, com a criação em 1693 da Capitania de São Paulo e Minas Gerais, e a criação da Intendência das Minas em 1702. Data do período também a destruição do Quilombo dos Palmares (Alagoas) em 1695.
No final do reinado, havia dois grandes problemas no Brasil: a disputa pela colônia do Sacramento que, embora desde 1680 reconhecido território português, foi ocupada pelos espanhóis em 1705; e os primeiros conflitos, desde 1703, entre paulistas e emboabas, concorrentes forasteiros, inclusive reinóis, que chegaram à região das minas em busca de ouro.

## Portugal e a política europeia

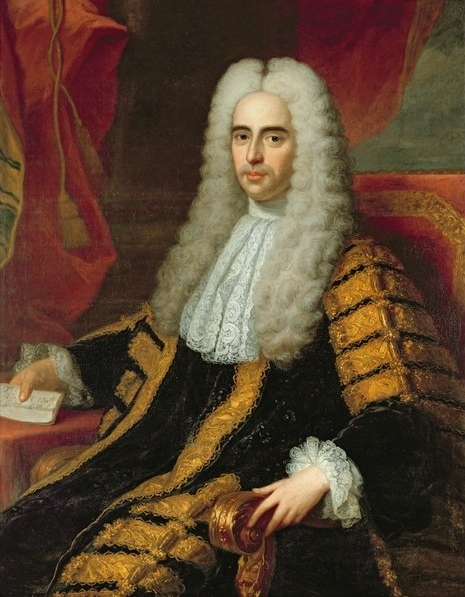
John Methuen, por Adrien Carpentiers.

A produção nacional vinha sempre sendo incrementada. Em finais do século XVI, chegavam de Granada, equipamentos (teares e tornos) e, em 1575, estabeleceram-se em Lisboa dois espanhóis que exploravam uma fábrica de seda parecida com as que já existiam em Bragança, em Vila Viçosa e no Porto, cidade onde se concentravam os mestres do veludo e das sedas.
No Reinado de D. Pedro II, mandou-se a todos os Ministros da Justiça, que fizessem plantar Amoreiras nos Distritos das suas jurisdições. O Conde da Ericeira incrementou o desenvolvimento das manufacturas portuguesas, criando novas unidades de produção nos locais onde já havia tradição têxtil, em Portalegre, no Fundão e Covilhã os lanifícios e as sedas em Trás-os-Montes. Contratou técnicos ingleses e italianos especializados, mandou plantar amoreiras e fomentou a criação de bichos-da-seda.
Em 1690, D. Pedro II confirma o Regimento de Panos de 1573 e acrescenta-lhe onze artigos visando cortar as fraudes que faziam diminuir a qualidade da produção, sobretudo as verificadas no processo da tinturaria. 
Numa avaliação geral, o seu reinado consolidou a independência de Portugal diante de Espanha, mas foi alto o custo das concessões à Inglaterra: pelo controverso Tratado de Methuen, de 1703, os panos de lã ingleses passaram a ser livremente comercializados em Portugal, o que levou à estagnação da indústria têxtil do Reino.
A sua política de não-alinhamento tinha como trunfo a presença de embaixadores e agentes nas cortes europeias, e os nomes que se destacaram foram, até 1700, Francisco de Melo, marquês de Sande; Henrique de Sousa Tavares, 1º marquês de Arronches; o doutor José de Faria, na Inglaterra; Duarte Ribeiro de Macedo e Salvador Taborda Portugal, em Paris; Diogo de Mendonça Corte-Real, na Holanda. Diz Veríssimo Serrão: «Foi nessa boa escolha que se formou o mais destacado de nossos diplomatas da primeira metade de Setecentos: Luís da Cunha.

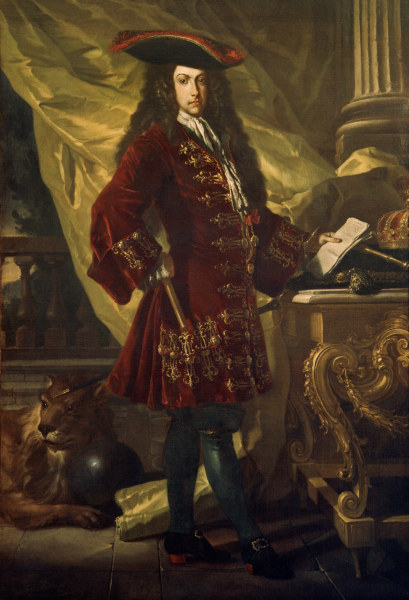
Carlos de Habsburgo, Arquiduque da Áustria (1685–1740). Quadro de Francesco Solimena, c. 1707.

A Guerra da Sucessão Espanhola veio alterar o equilíbrio, pois a sucessão de Carlos II da Espanha, morto em 1700, revelou-se um enorme problema, na medida em que não teve descendência. O rei, deixara por testamento, como herdeiro, o neto de Luís XIV, Filipe, duque de Anjou. Recusando o facto consumado, Guilherme III da Inglaterra, por meio da Grande Aliança da Haia, formou coligação com Holanda e com o Império, propondo Carlos, arquiduque da Áustria, como candidato ao trono espanhol. Seria difícil a Portugal fugir às pressões externas, e o rei viu-se impossibilitado de guardar uma posição neutral, pois as implicações do conflito podiam estender-se à América. Portugal, que começara por reconhecer Filipe de Anjou como Filipe V de Espanha pelo tratado de Paris de 18 de junho de 1701, repensou a sua posição, facto para o qual contribuíram as primeiras derrotas dos franceses em Itália e no Reno», e a ameaça da frota inglesa. Em setembro de 1702, anulou-se o tratado com Luís XIV e graças à intervenção de John Methuen, embaixador da Inglaterra, estabeleceram-se formas de cooperação que ainda não eram de aberta beligerância por parte de Portugal. Mas era normal: diz Veríssimo Serrão, na obra citada, página 230, do volume V: Desde 1661 Portugal voltara, na política europeia, a fazer parte da órbita inglesa que garantira o triunfo da Restauração.
Portugal assinou, em Lisboa, em 16 de maio de 1703, um tratado defensivo com a Inglaterra e Províncias Unidas, outro tratado de aliança ofensiva e defensiva com a rainha Ana de Inglaterra, Leopoldo I da Áustria e os Estados da Holanda. Havia dois artigos secretos: logo que subisse ao trono da Espanha, o arquiduque Carlos entregaria a Portugal a título perpétuo as praças fronteiras de Badajoz, Albuquerque, Valença de Alcântara, Tui, Baiona da Galiza e Vigo; e na América do Sul, as terras da margem setentrional do rio da Prata, o qual ficaria a constituir o limite das duas coroas.
Aclamado rei da Espanha como Carlos III em Viena em 12 de setembro de 1703, o arquiduque Carlos entendeu fazer de Portugal a base das operações contra seu adversário e desembarcou em Lisboa a 9 de março de 1704. Deixou a cidade no ano seguinte numa esquadra inglesa para se fixar na Catalunha, pois a morte do imperador Leopoldo I, em 5 de maio, forçava-o a aproximar-se da Áustria e do norte da Itália. A ofensiva aliada começou com António Luís de Sousa, 4º marquês das Minas e Dinis de Melo e Castro, 1º conde das Galveias, que comandavam respectivamente a Beira e o Alentejo. Valência de Alcântara rendeu-se ao segundo em 8 de maio de 1705. Fernando de Mascarenhas, futuro marquês de Fronteira, foi outro nome a destacar na guerra. A 28 de junho, o exército português chegou a entrar triunfante em Madrid, onde Carlos III foi aclamado. Mas o seu nome não tinha qualquer ressonância nas populações, e Filipe V recebia constantes socorros dos Pirenéus e beneficiava da realeza em exercício.

## No Brasil

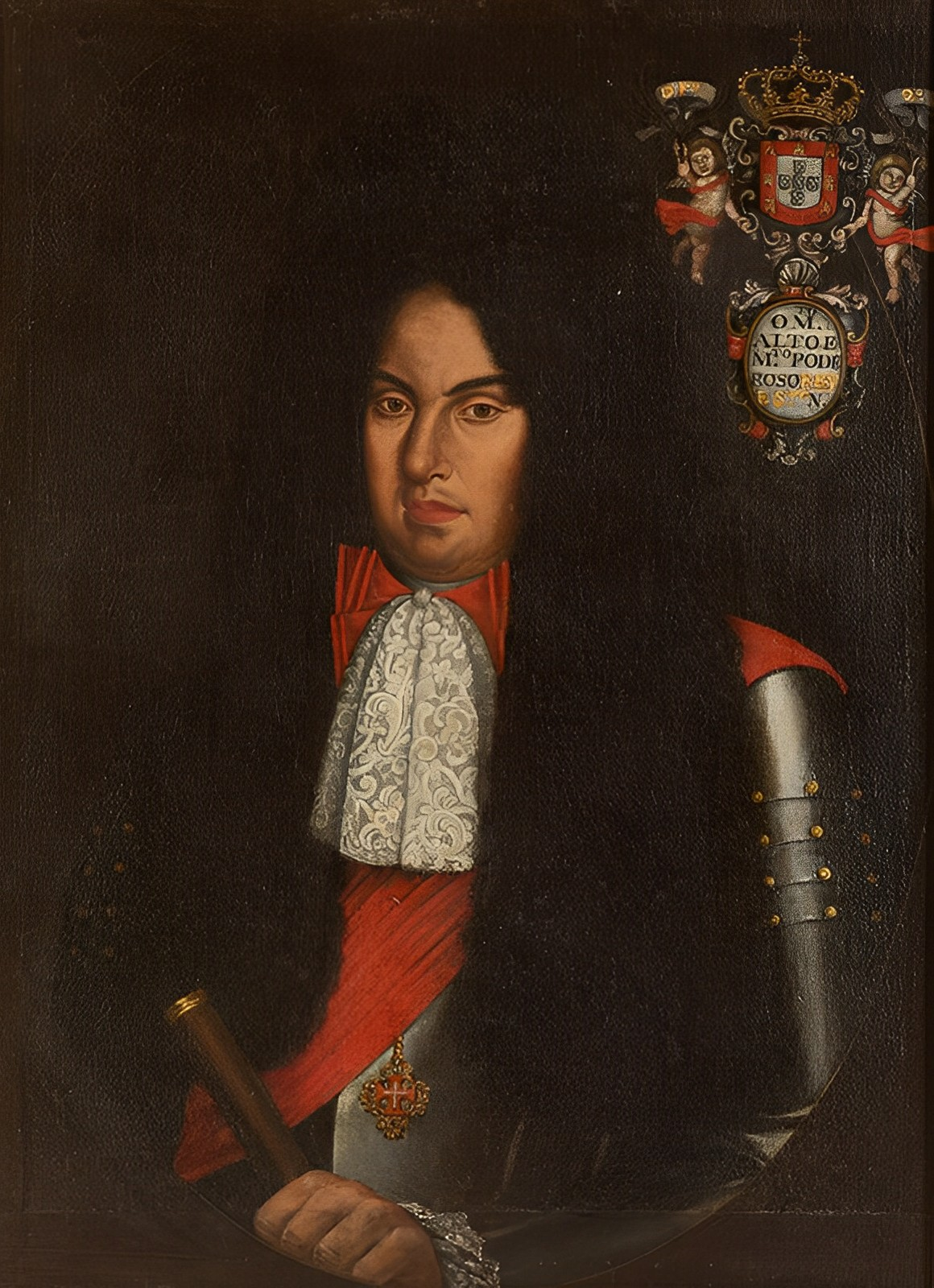
Retrato de D. Pedro II, autor desconhecido (século XVII).

Em 1696, publicou o Regimento das Missões do Estado do Maranhão e Grão-Pará. Fixou as bases da sua política no Brasil em dois pontos principais: o da pesquisa de metais e pedras preciosas e da extensão da fronteira da colónia às margens do rio da Prata. Enviou o visconde de Barbacena ao Brasil com instruções especiais para incentivas as explorações mineiras, e era tal a reputação dos paulistas que o Príncipe Regente, instado por Barbacena, escreveu a doze dos principais sertanistas piratininganos, a quem proporcionou a incomparável honra» de uma interpelação direta, convocando-os ao emprego do seu real serviço. Alguns eram do maior prol, como Fernão Dias Paes Leme, Francisco Dias Velho, Lourenço Castanho Taques.
Sob o seu reinado foi criada a Casa da Moeda da Bahia, inaugurada em 8 de março de 1694. D. Pedro II cedeu seus direitos de senhoriagem, tributo a ele devido, para o melhor funcionamento desta instituição, que cunhou as primeiras moedas brasileiras para uso da própria colóddddnia em 1695. Estas moedas de 4 000 e 2 000 réis, em ouro e 640, 320, 160, 80, 40 e 20 réis, em prata; ampliaram e diversificaram o meio circulante no Brasil.

## Últimos anos
Desde 1703 o rei passava épocas de profunda sonolência que os médicos atribuíam a um defluxo de estilicido, ou seja, grave infeção da laringe. A 5 de dezembro de 1706 foi acometido de um pleuriz legítimo que derivou num ataque apoplético, com o qual perdeu os sentidos. Não resultou a sangria nos pés e, no dia 9, o ataque tornou-se fatal. Acredita-se hoje em doença hepática, pois a autópsia achou hua parte do fígado torcida e se lhe acharão 25 pedras no fel.
Está sepultado em Lisboa no Panteão dos Braganças. O seu coração foi, contudo, depositado na Igreja do Convento de Nossa Senhora da Quietação, em Alcântara (Lisboa), em local assinalado por uma lápide, ainda hoje existente, em virtude da sua ligação àquele templo, próximo do Paço Real de Alcântara, onde habitou e faleceu.

## Títulos, estilos e honrarias

### Títulos e estilos
- 26 de abril de 1648 – 27 de janeiro de 1668: "Sua Alteza, o Sereníssimo Infante Pedro de Portugal"
- 27 de janeiro de 1668 – 12 de setembro de 1683: "Sua Alteza Real, o Príncipe Regente"
- 12 de setembro de 1683 – 9 de dezembro de 1706: "Sua Majestade, o Rei"

O estilo oficial de D. Pedro II enquanto Rei de Portugal:" Pela Graça de Deus, Pedro II, Rei de Portugal e dos Algarves, d'Aquém e d'Além-Mar em África, Senhor da Guiné e da Conquista, Navegação e Comércio da Etiópia, Arábia, Pérsia e Índia, etc."

### Honrarias
Enquanto monarca de Portugal, D. Pedro II foi Grão-Mestre das seguintes Ordens:
- Ordem dos Cavaleiros de Nosso Senhor Jesus Cristo
- Ordem de São Bento de Avis
- Antiga, Nobilíssima e Esclarecida Ordem de Sant'Iago da Espada
- Antiga e Muito Nobre Ordem da Torre e Espada

## Genealogia

### Descendência
| Nome | Retrato | Longevidade | Notas |
| Havidos de Maria Francisca de Sabóia (21 de Junho de 1646 – 27 de Dezembro de 1683; casados a 2 de Abril de 1668)                 | Havidos de Maria Francisca de Sabóia (21 de Junho de 1646 – 27 de Dezembro de 1683; casados a 2 de Abril de 1668)                                                                           | Havidos de Maria Francisca de Sabóia (21 de Junho de 1646 – 27 de Dezembro de 1683; casados a 2 de Abril de 1668) | Havidos de Maria Francisca de Sabóia (21 de Junho de 1646 – 27 de Dezembro de 1683; casados a 2 de Abril de 1668) |
| --- | --- | --- | --- |
| Isabel Luísa, Princesa da Beira                                                                                                   | Retrato de uma jovem, muito pálida, de pé, num vestido de veludo vermelho e saiote branco.                                                                                                  | 6 de Janeiro de 1669 – 21 de Outubro de 1690                                                                      | Como filha mais velha de D. Pedro II, assumiu o título de Princesa da Beira. Herdeira presuntiva ao trono, até ao nascimento do irmão, o Príncipe D. João. O pai procurou casá-la com numerosas cabeças coroadas, esforço que não logrou nunca concretizar - o que lhe valeu o epíteto de "a Sempre-Noiva".                                                                                 |
| Havidos de Maria Sofia, Condessa Palatina de Neuburgo (6 de Agosto de 1666 – 4 de Agosto de 1699; casados a 12 de Agosto de 1687) | | | |
| João de Bragança, Príncipe do Brasil                                                                                              | Retrato de um bebé com um vestido branco, num leito com cobertores e almofada de seda azul.                                                                                                 | 30 de Agosto de 1688 – 17 de Setembro de 1688                                                                     | Feito Príncipe do Brasil e declarado novo herdeiro da coroa, mas viria a falecer decorridas pouco mais de duas semanas. |
| João V de Portugal | Retrato de um jovem de armadura e manto de arminho, com uma peruca empoada. Tem ao pescoço a Cruz da Ordem de Cristo e na mão o bastão de marechal, com a Coroa Real numa mesa ao seu lado. | 22 de Outubro de 1689 – 31 de Julho de 1750                                                                       | Rei de Portugal de 1706 a 1750. Casou-se com Maria Ana de Áustria. O casamento produziu seis filhos. |
| Francisco, Duque de Beja | Retrato de um jovem de couraça, com uma peruca empoada. Segura um bastão numa mão, e tem a outra mão na anca.                                                                               | 25 de Maio de 1691 – 21 de Julho de 1742                                                                          | 7.º Duque de Beja, Condestável de Portugal, Prior do Crato e 2º Senhor da Casa do Infantado. Celibatário, deixou dois filhos de Mariana da Silveira, freira. |
| Infante D. Antônio Francisco | Retrato de um homem de pé, a três quartos, com uma casaca de veludo azul e um manto de arminho com forro de veludo castanho, e a cruz da Ordem de Cristo ao pescoço.                        | 15 de Março de 1695 – 20 de Outubro de 1757                                                                       | Irmão dilecto do rei João V de Portugal, mas viveu sempre retirado da Corte. Aquando da morte do seu irmão D. Francisco de Bragança, em 1742, D. Antônio reclamou para si a sucessão na chefia da Casa do Infantado, que viria contudo a ser entregue ao seu sobrinho D. Pedro III, filho de D. João V, o que muito agravou a relação entre os dois irmãos. Nunca casou, nem deixou filhos. |
| Infanta D. Teresa | | 24 de Fevereiro de 1696 – 16 de Fevereiro de 1704                                                                 | Faleceu com quase oito anos, de "bexigas malignas" (varíola). |
| Infante D. Manuel Bartolomeu | Retrato de um homem, vestindo uma couraça de prata com bordadura dourada e um manto de arminho e forro de veludo vermelho.                                                                  | 3 de Agosto de 1697 – 3 de Agosto de 1766                                                                         | Levou uma vida aventureira: durante mais de 20 anos percorreu as grandes capitais europeias. Bem conhecido nas Cortes da Áustria e da Rússia, chegou a ser pretendente à Coroa da Polónia em 1733, quando rebentou a Guerra da Sucessão Polaca. |
| Infanta Francisca Josefa | Retrato de uma senhora com um vestido verde e manto vermelho, e peruca empoada branca com um ramalhete de flores no topo.                                                                   | 30 de Janeiro de 1699 – 15 de Julho de 1736                                                                       | Nunca casou, nem deixou filhos. |
| Havidos de Maria da Cruz Mascarenhas, moça de varrer e criada de uma dama da Câmara no Paço                                       | | | |
| Luísa de Bragança | | 9 de Outubro de 1679 – 23 de Dezembro de 1732                                                                     | Legitimada por carta de 25 de Maio de 1691. Casou, em primeiras núpcias, com D. Luís Ambrósio Pereira de Melo, 2.º duque de Cadaval, e, em segundas núpcias, com o cunhado D. Jaime Álvares Pereira de Melo, 3.º duque do Cadaval. Não houve descendência de nenhum dos casamentos. |
| Havidos de Anne Marie Armande Pastré de Verger, francesa                                                                          | | | |
| Miguel de Bragança, Duque de Lafões                                                                                               | | 15 de Outubro de 1699 – 13 de Janeiro de 1724                                                                     | Legitimado em 1704. Fundador da Casa de Lafões. Casou-se com D. Luísa Casimira de Sousa Nassau e Ligne em 1715. Do casamento, nasceram três filhos. |
| Havidos de Francisca Clara da Silva                                                                                               | | | |
| José Carlos de Bragança, Arcebispo de Braga                                                                                       | | 6 de Maio de 1703 – 3 de Junho de 1756                                                                            | Legitimado. Licenciou-se na Universidade de Évora em Teologia, tendo sido eleito Arcebispo de Braga em 1739 (embora sagrado somente em 1741). |

## Crónica de Faria e Sousa, 1730

Bandeira pessoal de D. Pedro II

A Crónica de Faria e Sousa, de 1730, refere o seguinte: 
"Passatempos ordinários seus eram os exercícios corporais: caça, touros em Salvaterra, no Alentejo, a 12 léguas de Lx. Um dos melhores ginetes do Reino, quando todos os nobres toureavam como o rei. Em seu reinado, houve duas batalhas, Villaviciosa e Albuquerque, que perderam os Espanhóis por ser inferiores em gente mas não falta de valor, e quedaram os portugueses mui ufanos porque não estavam acostumados a ganhar. Paz com a Espanha em 23 de fevereiro de 1668. Houve depois a Guerra da Sucessão da Espanha: morto Carlos II aos 39 anos em 1 de novembro de 1700, por seu testamento de 21 de outubro o sucessor era Filipe de França, duque de Anjou, neto de Luis XIV, filho segundo do Delfim. Em 1701 Pedro assinou tratado de aliança ofensiva e defensiva com Espanha e França. Dois anos depois, «le obligaron sus inimigos a unirse con la Casa de Austria» e a fazer tratado semelhante com os Aliados inimigos de duas Coroas. Em 26 de maio de 1703, com partido do Imperador Leopoldo I, entrou com Vítor Amadeu II, duque de Saboia, na grande aliança concluída na Haia em 7 de setembro de 1701 com Guilherme III da Grã-Bretanha e mais os Estados Gerais das Províncias Unidas dos Países Baixos. Morreu de apoplexia em 9 de dezembro de 1706. A primeira rainha (casamento com seu irmão anulado em 24 de março de 1668, casados a 2 de abril seguinte) morrera em Palhavã a 27 de dezembro de 1683 aos 38 anos. A segunda mulher morreu a 4 de agosto de 1699 aos 33 anos. Em março de 1704 chegou a Lisboa o segundo filho do imperador Leopoldo I (morto em 5 de maio de 1705 aos 65 anos), Carlos (futuro Carlos III de Espanha), recebido com muitos agasalhos. Sitiada Barcelona, foi obrigado a se retirar em 12 de maio de 1706 perdendo na ocasião toda a artilharia.»